# Megachile riojanensis
Megachile riojanensis är en biart som beskrevs av Mitchell 1930. Megachile riojanensis ingår i släktet tapetserarbin, och familjen buksamlarbin. Inga underarter finns listade i Catalogue of Life.